# Selenocosmia aruana
Selenocosmia aruana là một loài nhện trong họ Theraphosidae.
Loài này thuộc chi Selenocosmia. Selenocosmia aruana được Embrik Strand miêu tả năm 1911.